# Scymnus wickhami
Scymnus wickhami är en skalbaggsart som beskrevs av Gordon 1976. Scymnus wickhami ingår i släktet Scymnus och familjen nyckelpigor. Inga underarter finns listade i Catalogue of Life.